# 陈平 (汉朝)
陈平（前3世纪?—前178年），阳武戶牖鄉（今河南省兰考县）人，以谋略见长。在楚漢相爭時，初在项羽手下做谋士。早期被项羽重用，因得罪亚父范增，逃归汉王刘邦帐下。曾多次出計策助劉邦。西汉建立后，任右丞相，后迁左丞相，曾先后受封户牖侯、曲逆侯（今河北顺平東），死后谥献侯。“反间计”、“离间计”，均出自其手。

## 生平

### 早年经历

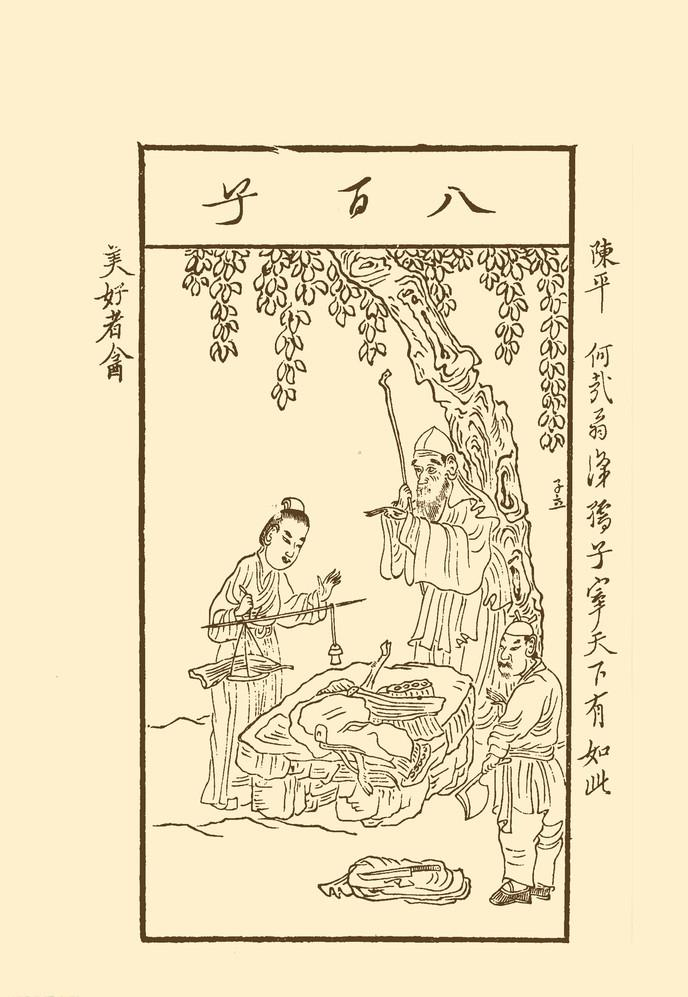
陈平

陈平少年时代家境贫困，因父母早逝，跟随哥哥陳伯及嫂嫂生活。家里有田地30亩，哥哥耕种田地，让陈平读书习文，他特別醉心黃老學說、治世之術。陈平長相英俊，身材高大健壯，从小就有雄心壯志。嫂嫂卻消遣陳平不事生產，對家中沒有建樹。哥哥得知嫂嫂羞辱陳平之後，把她休棄了，逐出家門。长大以后，富家女不肯嫁给他，贫家女他又不愿意娶，一直到三十多岁还未娶妻。
乡里有一个富豪之家叫张负，家中一名孙女曾出嫁五次，但五次的丈夫都在婚後不久便死了，使得當時无人再娶她。张负见陈平相當中意，偷偷到陈平家门口觀看他的住家，只见敝席为门破屋断垣，但门外却有许多尊貴人士馬車的軌跡，覺得陳平非池中之物。张负大喜，回家就与儿子張仲商量要把孙女嫁给陈平，張仲说：“陈平家境贫寒又無所事事，不愛工作，如果孩子嫁给他，恐怕别人笑话。”而张负却说：“像陳平這樣儀表堂堂的人，怎麼可能長久貧賤呢？”張負借錢給陳平當聘金，又借錢給陳平辦喜酒。告誡孫女說：「不要因為陳家窮困，在人家的家中就不謹慎，侍奉大伯陳伯要像對你父親一樣，侍奉嫂子要像對你母親一樣！」陈平娶张女为妻后，夫唱妇随，家境日渐宽裕，交游也越来越广。
之後众乡亲推选陈平为社宰，負責分配祭拜社神之後的祭肉，陳平每次都能讓众乡邻得到他們該得的量。因此父老乡亲都称赞「陳家小子社宰做得真好」，陈平办事公平。陈平说：“如果以后我能主宰分封天下，一定像分這肉一样公平。”

### 初随魏咎
陈胜、吳廣發動大澤之變起兵，秦末民變四起，陈胜派周巿平定了魏地，周巿立魏國公族魏咎为魏王，与秦军在临济交战。陈平辞别他的哥哥陈伯，随一些年轻人去临济到魏咎手下，獲任命为太仆。陈平向魏咎进言，魏咎不听，有人又说他坏话，陈平只好逃离而去。

### 改投项羽
不久，项羽进军到黄河沿岸，陈平前往投奔项羽，跟随项羽入函谷关，项羽赐给他「卿」一级的爵位。
项羽东归后，刘邦平定三秦向东进军，殷王司马卬反叛楚国。项羽于是封陈平为信武君，让他率领魏咎留在楚国的部下前往，击败并降服了司马卬而凯旋。项羽派项悍任命陈平为尉，赏给他黄金二十镒。过了不久，刘邦又攻下殷地。项羽大怒，准备杀掉前次平定殷地的将领。陈平害怕被杀，便封好项羽赏给他的黄金和官印，派人送还项羽，自己单身拿着宝剑抄小路逃走。陈平横渡黄河，船夫见他一个美男子单身独行，怀疑他是逃亡的将领，腰中定当藏有金玉宝器，就盯着陈平，打算杀掉他。陈平很害怕，就解开衣服赤身露体地帮助船夫撑船。船夫知道他身上一无所有，才没有下手。

### 投身汉营
陈平于是到修武投降漢國，通过魏无知求见漢王，漢王刘邦召見。此时万石君石奋是漢王中涓，接受陈平的名謁，引陈平进见。陈平等七人一起進見，赐给饮食。刘邦说：“吃完，就到舍間休息。”陈平说：“臣為事而來，所说的话不能拖过今日。”于是刘邦與他交谈並很滿意，问：“你担任楚國甚么官职？”陈平说：“當都尉。”汉王即日拜陈平为都尉，让他参乘陪駕，主管护军事務。众将盡都喧哗起来：“大王一日內得到一個楚国逃卒，还未知道他的高下，就立即與他共乘一駕馬車，反使他监督軍中長者！”刘邦聽聞了，愈加信任陈平。刘邦于是與陈平往东攻伐项羽。到彭城，為楚國所打败。刘邦领兵返回，一路收集散兵至到荥阳，由陈平擔任亞将，隶属于韩王信，進軍广武。
周勃、灌婴等都诋毁陈平说：“陈平虽然是个美男子，如冠上的玉，未必有真才實學。臣聽聞陈平在家的时候私通大嫂；事奉魏國為魏國所不容，才逃亡楚國；归附楚王不相合，又逃亡來到漢國。今大王讓他擔任尊貴的官職，令他監護諸軍。臣聽聞陈平接受諸将的賄賂，賄賂多的給好的職務，賄賂少的給差的職務。陈平，反复无常的乱臣，願王明察。”刘邦怀疑起陈平，召来魏无知责问他。魏无知说：“我所说的是才能，陛下所问的是品行。现在如果有人跟尾生一樣守信、跟孝已一樣有孝心，但無關戰局的胜负，陛下哪有闲暇使用这样的人呢？楚漢相爭，我推荐善出奇谋的人，只关心他的计谋是否确实能够有利於国家罢了。至于私通嫂嫂、接受賄賂，有甚麼好說的呢？”刘邦召来陈平责问道：“先生在魏王那里做事不相合，便去项羽那里做事而又半道离开。如今又来跟从我，讲信用的人，難道可以这样三心二意吗？”陈平说：“我在魏王那里做事，魏王不能采用我的建议，所以我离开他到项王那里做事。项羽不能够信任人，他所信任、宠爱的，不是那些项氏宗族就是妻家的兄弟，即使有奇才也不能重用，我这才离开项羽。听说汉王能够用人，所以来归附大王。我赤身露體地來此，不接受钱财便没有生活費了。如果我的计谋确有值得采纳的，希望大王采用；假若没有值得采用的，钱财都还沒花掉，请允许我封好送回官府，并请求辞职回家。”刘邦于是向陈平道歉，丰厚地赏赐了他，任命他为护军中尉，监督全体将领。将领们才也不再说什么了。
后来楚军加紧进攻，切断了汉军的甬道，把汉王围困在荥阳城。过了好一段时间，刘邦为这种困境而忧虑，请求割让荥阳以西的地区来讲和。项羽不同意。刘邦对陈平说：“天下如此纷乱，什么时候才能安定呢？”陈平说：“项羽为人谦恭有礼，对人爱护，具有清廉节操、喜欢礼仪的士人多归附他。到了论功行赏、授爵封邑时，却又吝啬这些爵邑，士人因此又不愿归附他。如今大王傲慢又缺乏礼仪，具有清廉节操的士人不来归附；但是大王能够舍得给人爵位、食邑，那些圆滑没有骨气、好利无耻之徒又多归附汉王。如果你们各方谁能去掉双方的短处，采取你们双方的长处，那么只要招一招手，天下就能安定了。但是大王爱随意侮辱人，不能罗致到具有清廉节操的士人。不过楚军方面有着可以扰乱的地方，项羽那里刚直的臣子像亚父范增、钟离昧、龙且、周殷之辈，不过几个人罢了。大王如果能舍得拿出几万斤黄金，施行反间的计谋，离间楚国的君臣，让他们互生怀疑之心，项王为人猜忌多疑，听信谗言，他们内部定会互相残杀。汉军可趁机发兵攻打他们，击败楚军是一定的。”刘邦认为陈平说得对，于是拿出黄金四万斤给陈平，听凭他使用，不过问他的支出情况。
陈平用了很多黄金在楚军中进行离间活动，在众将中扬言钟离昧等人作为项羽的将领，功劳很多，但始终不能划地封王，他们打算跟汉王联合起来，消灭项王，瓜分楚国的土地，各自為王。项羽果意不信钟离昧等。项王既疑之，使使至汉。汉王为太牢具，举进。见楚使，即佯惊曰：“吾以为亚父使，乃项王使！”复持去，更以恶草具进楚使。楚使归，具以报项王。项王果大疑亚父。亚父欲急攻下荥阳城，项王不信，不肯听。亚父闻项王疑之，乃怒曰：“天下事大定矣，君王自为之！原请骸骨归！”未至彭城，疽发背而死。前203年，韩信平定齐国，自立为齐王，派使者把这件事禀报给刘邦。刘邦大怒，斥骂韩信。张良、陈平暗暗地踩刘邦的脚，并凑近对刘邦说：“汉军正处在不利地位，怎么能禁止韩信自立为王？不如借机册封他，给予优厚待遇，让他自己守卫领地。否则的话，可能会生出变故。”刘邦也有所悟，于是优厚地款待韩信使者，并派张良立即封韩信为齐王，并将户牖乡封给陈平。同年九月，楚汉簽立鴻溝條約以鸿沟为界，中分天下，刘邦欲率兵西归，陈平和张良劝说刘邦：“汉军控制了天下的大半，诸侯都归附汉王；楚兵疲惫而且粮草用尽，这是天灭亡楚国的时候。现在放弃楚军不追击，就是所谓的养虎为患。”刘邦采纳，最终灭掉楚国。

### 汉高祖在位时
刘邦登基后，陈平曾经以护军中尉的身份跟随刘邦平定了燕王臧荼。前201年，有人上书告发楚王韩信谋反。刘邦问询众将领，众将领说：“赶紧发兵活埋了这小子。”刘邦默默不语。刘邦问陈平，陈平一再推辞，反问道：“各位將軍們说了甚麼？”聖上把諸将的话都告诉了陈平。陈平问：“有人上书说韩信谋反，有知道这件事的外人吗？”刘邦说：“没有。”陈平问：“韩信本人知道这情况吗？”刘邦说：“不知道。”陈平说：“陛下的精锐部队跟楚国比哪个强？”刘邦说：“不能勝。”陈平问：“陛下的将领中用兵有能超过韩信的吗？”刘邦说：“没有。”陈平说：“如今陛下的军队不如楚国精锐，将领的才干又比不上韩信，却要发兵攻打他，这是促使他同我们作战，我私下为陛下的安危而担忧。”刘邦说：“那该怎么办呢？”陈平说：“古时天子巡游各地，会见诸侯。南方有个云梦泽，陛下只是假装出游云梦，在陈县会见诸侯。陈县在楚国的西部边界，韩信听到天子因為喜歡娛樂而出來游玩，看那情势定然无事，因而到郊外迎接拜见陛下。拜见时，陛下趁机将他拿下，这只不过是一个力士就能办到的事。”刘邦觉得他的主意不错，于是派出使者告知各诸侯到陈县会面，说“我即将南游云梦”。刘邦便随即出发。此行尚未到达陈县，楚王韩信果然在郊外的路上迎接。刘邦预先准备好武士，见韩信来了，立即将他拿下。刘邦于是在陈县会见了诸侯，全部平定了楚地
刘邦回到雒阳，赦免了韩信，降封他为淮阴侯，又与有功之臣剖符确定封赏。当时与陈平剖符，世代相传而不断绝，封为户牖侯。陈平辞谢说：“这不是我的功劳。”刘邦说：“我采用了先生的计谋，克敌制胜，这不是功劳是什么呢？”陈平说：“不是魏无知，我怎么能入朝为官呢？”聖上说：“像先生您这样可以说是不忘本了。”于是又赏赐了魏无知。第二年，陈平以护军中尉的身份跟从刘邦在代地攻打韩王信。匆忙行军到了平城，被匈奴围困，断炊七日。刘邦采用了陈平的计策，派人到匈奴冒頓單于的阏氏那里去疏通，才得以解围。高帝脱身以后，陈平的计策始终秘而不宣，世间没人得知内情。刘邦南归经过曲逆，登上城楼，望见县城的房屋很大，说道：“这个县好壮观！我行遍天下，只见到雒阳和这个县是这样。”回头问御史说：“曲逆的户口有多少？”御史回答说：“当初秦朝时有三万多戶，中间连年战乱，很多人逃亡藏匿，如今现存五千戶。”当时刘邦便命令御史，改封陈平为曲逆侯，尽享全县各户的赋税收入，取消以前所封的户牖乡。
此后陈平曾以护军中尉的身份跟从刘邦征讨陈豨和黥布。他一共出过六次奇计，每次都增加了封邑，一共增封了六次。奇计有的颇为隐秘，世间无人得知。刘邦随击败黥市的军队回来，因受创伤而患病，缓缓地行至长安。燕王卢绾反叛，刘邦派樊哙以相国的身份率兵征讨他。启程后，有人诬陷樊哙，說樊哙在等待劉邦死去，因為樊哙是呂后的妹夫，要殺死呂后的仇家戚夫人跟劉如意。刘邦发怒说：“樊哙见我病了，便盼望我死。”便采用陈平的计谋，召周勃在病榻前受命，说道：“陈平，你載著周勃，速駕車一起去樊哙的軍中，周勃到了就代替樊哙領軍，陈平到了军中，立即斩下樊哙的头！”二人接受了诏命，驾驿站车马急行，还没有到达军中，边走边商议说：“樊哙是皇上的老朋友了，功劳很多，而且又是吕后妹妹吕媭的丈夫，与皇上有亲戚关系并且显贵，皇上因为一时愤怒的缘故想杀他，只怕将来要后悔。我们宁可把他囚禁起来交与聖上，由聖上自己处决他。”他们没有到军营中，便堆土筑坛，用符節召来樊哙。樊哙奉令前來，立即被陳平反绑起来押上囚车，由驿站送往长安，周勃接替樊哙率兵，討伐燕地反叛的各县。
陈平在返回时听说刘邦駕崩，他恐怕吕媭进谗言、吕后听信谗言发怒，便急驾驿站车马先行。路上遇到使者诏令陈平和灌婴驻守荥阳。陈平接受诏命，马上又驱车赶到宫廷，哭得非常哀痛，趁机在高帝灵堂内向吕后禀奏处理樊哙一事的经过。吕后哀怜陈平，说道：“您辛苦了，出去好好休息吧。”陈平害怕谗言加于自身，于是坚决请求留宿宫中，担任警卫。吕后于是任命他做郎中令，说道：“请好好辅佐教导孝惠皇帝。”此后吕媭的谗言才不起作用。樊哙被押到长安，便被赦免并恢复了原来的爵位和封邑。

### 汉惠帝与吕后称制时
前189年，相国曹参去世，任命安国侯王陵为右丞相，陈平为左丞相。两年后，汉惠帝去世。吕太后想立吕氏宗族的人为王，询问王陵，王陵说：“高皇帝杀白马盟誓说：‘非刘姓而称王，天下要共同讨伐他’。现在让吕姓人称王，是违背了约定。”吕太后不高兴，又问陈平、周勃等人，他们说：“过去高帝平定天下，让刘姓子弟称王。现在太后称制，想要让吕姓称王，没有什么不可以的。”吕太后大喜。退朝后，王陵责备陈平、周勃等人：“高皇帝当年歃血而盟的时候，你们不在吗？现在高帝驾崩，太后想要让吕姓人为王，你们背弃盟誓，有什么脸面见高皇帝于地下？”陈平说：“在朝廷上当面辩论，我不如你。保全国家，安定刘家后人，你不如我。”王陵无法回应。于是吕太后假意提升王陵为皇帝的太傅，实际上不重用王陵。王陵发怒，称病辞职。王陵被免除丞相职务后，吕太后就调任陈平为右丞相，任命辟阳侯审食其为左丞相。左丞相不设办公的处所，常在宫中处理政务。
因从前陈平多次为刘邦出計謀捉拿夫婿樊哙，吕媭懷恨在心，多次向姐姐吕太后进谗言说：“陈平拜相，不理政务，每天飲美酒，玩女人。”陈平知道被吕媭進讒言之後，加倍喝酒、玩女人。吕太后闻知此事，暗自高兴。她当着吕媭的面对陈平说：“俗语说‘小孩跟妇女的话都不可相信’，就看你对我怎么样了。不要怕吕媭说你的坏话。”吕太后立吕氏宗族的人为王，陈平假装顺从这件事。

### 汉文帝时
吕后死後，他與周勃一起誅滅諸呂，擁立代王劉恆為帝，即汉文帝。陈平觉得周勃有軍功、功劳大，而把「右丞相」（首相）的位置让給周勃，自己称病。汉文帝刚刚即位，觉得陈平病得奇怪，就去探问他。陈平说：“高帝时期，周勃的功劳不如我陈平。到诛滅諸呂时，我的功劳也就不如周勃了。我愿把右丞相的职位让给周勃。”于是汉文帝赠予陈平黄金千斤，增加封邑三千户。过了一段时间，有一次漢文帝問右丞相周勃：「天下一年內判決刑獄有多少？」周勃答不出來。漢文帝又問：「天下一年內錢財糧食收支有多少？」周勃還是答不出來。左丞相陳平答：“兩件事都有主事的官員。陛下若要知道關於判決刑獄的事情，可以向廷尉查問；要知道關於錢財糧食的事情，可以向治粟內史查問。”文帝聽了，當即反問道：「既然各有主事者，那你又主什麼呢？」陳平回答：「主臣！」他认为身為宰相，唯一的職責就是讓皇帝知道什麼事由誰負責處理，而不是樣樣瑣事都管。對外要鎮服、撫平四方外族及諸侯，對內則得親近、依附百姓，使公卿和大夫各司其職。文帝聽了陳平的回答，大為讚賞，一旁的周勃感到惭愧，出宮後向陳平抱怨：「你倒把好話說盡，卻不教我如此回皇上話！害我出醜。」陳平笑回：「你身為丞相，難道不知道丞相的職責所在嗎？再說，陛下要是問你長安城內有多少盜賊，你明明就不知道答案，難道也要逞強硬說知道嗎？」從此周勃自知能力远不如陈平，不久就称病辞去相位，讓陈平一人独相。
汉文帝二年（前178年）陈平病逝于长安，谥为献侯。埋葬于户牖乡库上里陈宴坡（即今河南省兰考县桐乡街道陈寨村）。明代尚有庙祠墓碑，后被黄河淹没。陈平臨終前，曾經說道：「我這一生多行陰謀詭計，最是有傷天和，觸犯了道家忌諱，即便是在我這一世遭受報應也很正常。如今待我死後，報應當轉在我子孫身上，而陳家終究是無法再起了。」其後，陳平的儿子共侯陈买袭爵，二年卒；简侯陈恢袭爵，又二十三年卒；陈何袭爵，到汉武帝元光五年，因抢夺人妻之罪被斬首，封號除。另一曾孙陈掌在汉武帝时期，因是卫氏亲戚，卫氏发迹时得以沾光而獲职詹事，但同樣沒能续封爵位。

## 家庭
- 父亲：陈□
- 母亲：□氏
- 大哥：陈伯
- 妻子：张□（张仲之女）
- 长子：陈买，儿媳：□氏

## 人物評價
- 劉邦討伐英布時，被流矢射傷而傷勢沉重，呂后派了名醫去診治，名醫查看病情說可以治癒後，劉邦卻破口大罵：「我當年以一介平民的身分，提三尺劍取得天下，難道不是天命嗎？既然我命由天，那如今要扁鵲何用！」便賜五十斤黃金給醫生，打發他離開。呂后得知後，問劉邦道：「陛下百年以後，蕭何也不在了，屆時谁可担任丞相？」刘邦说首选是曹参。呂后又問曹參之后，由誰替補，劉邦答：「王陵可，但王陵這人有點單純，可以讓陈平在旁輔佐他；只是陈平雖然智謀有余，卻又不適合独任；周勃為人老成持重，將來能安定劉家基業的人當是周勃，可令其為太尉。」呂后再問：「在此以後呢？」劉邦無奈答道：「在那之後我也不知道了。」”[22]
- 项羽曾评价他“有才无德”。
- 司馬遷評價說：“六奇既用，諸侯賓從於漢；呂氏之事，平為本謀，終安宗廟，定社稷。”[23]
- 成海應：“陳平從高帝於戎，陳其計策，甚奇。然至於白登之圍，未能止高帝之行，而及其窘也。所以圖之者甚微，彼豈不知而不止哉。抑止之而不入也，是時，帝方怒韓王信與冒頓共擊漢，銳意出師，其言之不入者，固也。夫以高帝之䧺，尙有此失，况不逮高帝之䧺乎。”[24]

## 影视作品
- 香港電視劇集《楚漢驕雄》，由林韋辰飾演

## 延伸阅读
[在维基数据编辑]
 《史記/卷056》，出自司馬遷《史記》
 《漢書·卷040》，出自班固《漢書》
 在维基共享资源阅览影像